# 中華基督教會望覺堂啟愛學校
中華基督教會望覺堂啟愛學校是香港一所特殊學校，位於九龍深水埗區深旺道110號。該校以「啟智愛靈　建基磐石」為校訓，推廣基督精神，致力培育有特殊教育需要的兒童在「靈、德、智、體、群、美」方面均衡發展。

## 學校設施
除一般課室外，啟愛學校設有音樂室、視藝室、設計與科技室、科技與生活室、電腦室、言語治療室、職業治療室、創客室、學生活動中心、籃球場、攀石牆及歷奇架，為學生提供各個學習經歷。

## 開設科目

### 基礎教育
- 核心科目：中文、英文、數學、常識、聖經、德育
- 其他科目：體育、音樂、視覺藝術、電腦（小四至中三）、科技與生活（中一至中三）、設計與科技（中一至中三）、獨立生活技能、才藝

### 高中課程
- 核心科目：中文、數學、公民教育
- 選修科目：音樂、視覺藝術、體育、科技與生活、資訊及通訊科技、設計與科技、資歷架構課程^
- 其他學習經歷：普通話、英文、體育、聖經、德育、創意藝術、才藝、實踐^

^ 資歷架構課程包括台式飲品沖調助理課程及烘焙助理（杯子蛋糕）課程。
^ 實踐科包括資歷架構課程（學校服務助理課程）、休閒活動策劃、職業輔導、社會服務、工作訓練

## 課外活動
花式單車